# Отто Гінрікс
Отто Гінрікс (нім. Otto Hinrichs; 30 листопада 1913 — ?) — німецький офіцер-підводник, оберлейтенант-цур-зее крігсмаріне.

## Біографія
Наймолодша дитина і єдиний син мірошника Гінріха Гінрікса і його дружини Катерини, уродженої Кестер. 3 квітня 1936 року вступив на флот. В січні-серпні 1941 року пройшов курс підводника. З вересня 1941 року — вахтовий офіцер на підводному човні U-105, з вересня 1942 року — на U-154. В лютому-березні 1943 року пройшов курс командира човна, в березні-травні — командирську практику в 22-й флотилії. З 25 серпня 1943 по 19 березня 1945 року — командир U-1061, на якому здійснив 5 походів (разом 96 днів у морі) із постачання торпед на інші човни, з них 2 — на Далекий Схід. В березні 1945 року переданий в розпорядження 5-ї флотилії, проте більше не отримав призначень. Після війни став капітаном торгового флоту, активно підтримував контакти зі своїми товаришами з U-1061.

## Сім'я
Під час проходження підготовки в Берліні одружився з Гертрудою Шмідт із Дрездена. В 1944 році в пари народився син Бернд Отто, який став інженером-електриком.

## Звання
- Кандидат в офіцери (3 квітня 1936)
- Морський кадет (10 вересня 1936)
- Фенріх-цур-зее (1 травня 1937)
- Оберфенріх-цур-зее (1 липня 1938)
- Лейтенант-цур-зее (1 жовтня 1938)
- Оберлейтенант-цур-зее (1 липня 1943)

## Нагороди
- Нагрудний знак мінних тральщиків
- Залізний хрест 2-го і 1-го класу
- Нагрудний знак підводника